# Échenon
 Échenon  là một xã ở tỉnh Côte-d’Or trong vùng Bourgogne, phía đông nước Pháp. Xã Échenon nằm ở khu vực có độ cao trung bình 187 mét trên mực nước biển.